# Ato de Traição de 1534
O Ato de Traição de 1534 (26 Henry VIII. C. 13; em inglês: Treasons Act 1534) foi um ato aprovado pelo Parlamento inglês durante o reinado de Henrique VIII de Inglaterra, em 1534.

## Histórico
Esta lei foi aprovada depois do Ato de Supremacia de 1534, que fez o rei "único Chefe da Igreja de Inglaterra na Terra." O Ato de Traição veio a tornar traição, punível com pena de morte, quem repudiasse o Ato de Supremacia. Thomas More foi executado ao abrigo deste ato. Foi introduzido como uma lei de proteção, a fim de lidar com a minoria dos casos que se recusassem a aceitar as mudança políticas de Cromwell e Henrique, em vez de usar o método mais tradicional de proscrição.
O ato especificava que qualquer pessoa era culpada de alta traição (punível com pena de morte), quem tivesse "maliciosamente desejo ou vontade por palavras ou por escrito, ou por meio de imaginar, inventar, praticar, ou qualquer tentativa de danos corporais feitos à real pessoa do rei, à rainha [Ana Bolena] ou aos herdeiros aparentes [Isabel], ou a privá-los de qualquer da sua dignidade, título ou nome real do seu património, ou caluniosa e maliciosamente publicar e pronunciar, por escrito ou por palavras, que o rei é herege, cismático, tirano, infiel ou usurpador da Coroa…"
A palavra "maliciosamente" foi acrescentada, em vários casos, para atribuir a má intenção e significava que era extremamente perigoso dizer algo contra o que o rei tinha feito. Foi revogado por Maria I.